# Scopula brevipennis
Scopula brevipennis är en fjärilsart som beskrevs av Edward Alfred Cockayne 1952. Scopula brevipennis ingår i släktet Scopula och familjen mätare. Inga underarter finns listade.